# Нацентов, Василий Павлович
Нацентов Василий Павлович (7 декабря 1998, Каменная Степь, Воронежская область) - российский поэт и прозаик. Член Союза российских писателей и Союза писателей Москвы.

## Биография
Печатался в журналах «Знамя», «Октябрь», «Новый мир», «Дружба народов», «Москва», «Наш современник», «Юность», «Сибирские огни», «Интерпоэзия» (США), «Эмигрантская лира» (Бельгия) «Иностранная литература», в «Литературной газете»,«Литературной России» и ряде других изданий.
Лауреат Международной премии «Звёздный билет» имени В. Аксёнова. Финалист премии «Лицей» имени А. С. Пушкина, получил специальный приз от журнала «Юность» (2019 год). В 2024 году за рукопись новой книги стал лауреатом премии «Лицей» (2-е место).
Василий Нацентов – «Человек года Воронежской области по версии Sm.news» (2018 год). Дипломант ХХ международного Волошинского фестиваля, Конкурса молодых поэтов им. В. Науменко журнала «Интерпоэзия» (США).
Ведущий мастер-классов от журнала «Юность» на Всероссийской школе писательского мастерства Уральского федерального округа и на Форуме молодых писателей России, стран СНГ и зарубежья «Липки» Фонда СЭИП Сергея Филатова.
В разные годы Василий Нацентов вел авторские рубрики в еженедельной газете «Моё!» и других изданиях. Лауреат премии Правительства Воронежской области за достижения в сфере экологии и природопользования (экологическая литература), соавтор научно-популярной книги «Флора и фауна Каменной Степи», автор работ по литературе, топонимике и экологии.
Написал ряд критических статей для журнала «Юность».
Резидент Дома творчества Переделкино.
Участник передач «Игра в бисер» и «Агора» на телеканале «Культура».
Входит в состав секретариата Союза писателей Москвы.

## Взгляды
В интервью журналу «Prosōdia» говорил: «поэзия сама по себе не есть добродетель. Она зло в той же мере, в какой и добро. Зла, мне кажется, в поэзии даже больше. Потому что она в глубине своей противостоит нашему мироустройству, нашей этике и морали. Она живёт по совсем другим законам...»
В марте 2023 года, отвечая на вопросы журнала «Знамя», сказал, что «новая реальность, в которой все мы вынуждены существовать, не оставляет выбора... У нас нет той необходимой прививки от тоталитаризма: свободная юность вовсе не залог свободной жизни. Мы переоцениваем свои силы. Нам не хватает образования, строгости к себе и непримиримости к окружающему злу и насилию. Жизнь для нас слишком легка, мы еще не верим, что может быть по-другому...»
В октябре 2023 года на международной конференция «Образ будущего в русской литературе ХХ-ХХI вв» в Литературном институте Нацентов выступил с докладом, где среди прочего заявил: «...Теперь, когда (особенно это заметно в провинции!) «диктатура пролетариата», за которую так радели некоторые из нас, снова берет верх над одиноким голосом человека, будет гораздо сложнее. Те, кто только начинает писать, да и уже состоявшиеся, могут поддаться стрекотанью передовиц реинкарнирующейся газеты «Правда». С этим ничего не поделаешь. Остается писать. Дело делать, как говорил чеховский профессор Серебряков. Это сейчас самое необходимое. Пока не поздно, пока еще можно. Наши книги ничего не изменят, но потом, когда все закончится, с ними, я думаю, будет чуть легче».

## Критика
Геннадий Красников в отзыве на книгу «Лето мотылька» пишет:
Замечательные, чистые, прозрачные, сочные стихи, прекрасный русский язык, богатый словарь, всё дышит поэзией! Классикам придётся потесниться, если Василий Нацентов будет и дальше так работать – строго относясь к себе, к своему творчеству, к той традиции русской литературы и культуры, законным наследником которой он является.
Евгений Абдулаев подводя итоги 2020 года в журнале «Дружба народов», называет Василия наиболее известным среди молодых воронежских поэтов.
Анна Нуждина о повести «Когда говорит Москва»: 
Василий Нацентов – автор книги стихотворений, обладатель множества премий и публикаций. Его прозаический дебют «Когда говорит Москва» не мог не вызвать интереса. Разумеется, метафорически необычная поэзия может перейти в ещё более необычную прозу. И хотя часто бывает, что у хорошего поэта не выходит стать хорошим прозаиком и наоборот, Василий смог перешагнуть порог стихотворной ритмики, превратив её в ритмику повествовательную. Ритмическая сторона прозы происходит от ритмической же стороны его стихов, однако Нацентов изменил метод выделения акцентов и применил силлабо-тонические законы в условиях повести. И это не может не вызывать восхищения. 

Арман Комаров в критической заметке к журнальному варианту поэмы «Крылатый бересклет», опубликованной в журнале «Знамя», отмечает продуктивные изменения поэтики Нацентова:
...масштабные метаморфозы поэтики, переосмысление взаимодействий в треугольнике «лирический герой – природа – Бог» сопряжены с тонкой работой по встраиванию новых элементов в образную систему, и стоит отметить, что у автора это получается органично. Новая для Нацентова образность (языковые понятия, метаметафоричные конструкции и проч.) никак не мешает существованию старых, проверенных образов птиц, природы, всему, что с этим связано, а только дополняет, углубляет их.
Дмитрий Легеза в предисловии к подборке в журнале «Эмигрантская лира» № 4(44)/ 2023:
Стихи Василия трудно учить наизусть, их нельзя «проверить внутренней алгеброй», а можно лишь воспринять каким-то вторым или третьим уровнем сознания, как засыпающий ребенок воспринимает образы колыбельной...

## Семья
Прадед – фотохудожник Павел Иванович Нацентов, выпускник ВХУТЕМАСа. Внештатный военный корреспондент «Красной Звезды» и других изданий. Награжден Орденом Красной Звезды. Создатель фотолетописи и первый директор музея Каменной Степи.
Дмитрий Иванович Нацентов – известный ученый-овощевод, автор многих книг. Выпускник сельскохозяйственной академии имени К. А. Тимирязева. Кандидат наук сельскохозяйственных наук (официальный оппонент В.И. Эдельштейн). Главный агроном Управления овощесеменоводческих и овощных совхозов Наркомсовхозов РСФСР. Награжден орденом «Знак Почета».